# Strana pro otevřenou společnost
Strana pro otevřenou společnost (zkratka SOS) byla česká zeleně liberální politická strana, působící v letech 1998–2023 zejména v Libereckém kraji. Stranu založila část původních členů Občanského hnutí po jeho sloučení s Liberální stranou národně sociální.

## Politická orientace
Ve svém programovém prohlášení SOS nerozlišovala mezi pravicovou nebo levicovou hospodářskou politikou. Ve 21. století se podle SOS neodehrává spor mezi pravicí a levicí, ale mezi zastánci otevřené společnosti a udržitelného způsobu života a mezi zastánci uzavřené společnosti, vyznávajícími sektářství, zjevný či skrytý rasismus nebo náboženský extremismus.

## Činnost strany
SOS byla činná zejména v regionální politice v Libereckém kraji, svoje místní organizace měla však i v kraji Olomouckém a na Vysočině.
Ve volbách do Poslanecké sněmovny 2006 a 2010 SOS podpořila Stranu zelených.[nedostupný zdroj] Mimo to strana spolupracovala i s Klubem angažovaných nestraníků a jinými liberálními stranami.
V roce 2006 nominovala Soňu Paukrtovou do senátních voleb (ve volebním obvodu Jablonec nad Nisou). Paukrtová se senátorkou stala. V prezidentských volbách 2008 strana podporovala Jana Švejnara.
V letech 2008–2012 strana vládla společně s Českou stranou sociálně demokratickou v Libereckém kraji a Lidie Vajnerová byla statutární náměstkyní hejtmana Stanislava Eichlera. V krajských volbách 2012 se strana rozhodla spolupracovat se stranou Suverenita – Blok Jany Bobošíkové,[nedostupný zdroj] přesto obě strany postavily v Libereckém kraji samostatné kandidátky. SOS ve volbách získala 2,42 % hlasů a do zastupitelstva Libereckého kraje se již neprobojovala.
V lednu 2022 navrhla vláda Petra Fialy činnost strany pozastavit, protože neplnila zákonné povinnosti. K pozastavení došlo 16. března 2022. Dne 12. prosince 2023 pak Nejvyšší správní soud (NSS) vyhověl návrhu vlády a SOS spolu s dalšími 33 stranami rozpustil. K definitivnímu rozpuštění strany došlo 27. prosince 2023.

## Předsedové
- Pavel Nováček – od 4. dubna 1998 do 9. června 2006, vysokoškolský pedagog a ekolog
- Pavel Rytíř – od 9. června 2006 do 30. ledna 2010, analytik a informatik
- Stanislav Kolomazník – od 30. ledna 2010 do 18. září 2011
- Lucie Halamová – od 18. září 2011 do 4. listopadu 2017
- Marian Kuś – od 4. listopadu 2017 do 27. prosince 2023

## Osobnosti
- Soňa Paukrtová – bývalá senátorka, nominována SOS
- Lidie Vajnerová – bývalá náměstkyně hejtmana Libereckého kraje pro oblast kultury, památkové péče a cestovního ruchu, zvolena za SOS
- Ladislav Maier – fotbalový brankář, kandidát za SOS
- Milan Fukal – fotbalista, kandidát za SOS
- Pavla Brady – náměstkyně primátora Opavy, z SOS 22. října 2011 vyloučena[14]
- Lukáš Pleticha – náměstek starosty Jablonce nad Nisou v letech 2006–2010, zastupitel Libereckého kraje v letech 2008–2012. Roku 2009 přestoupil do ČSSD a stal se po volbách roku 2013 poslancem Parlamentu ČR.
- Martin Půta – hejtman Libereckého kraje, člen SOS v letech 2004–2008[15]
- Jiří Krytinář – herec, podporovatel SOS[16]